# Auzances
Auzances este o comună în departamentul Creuse din centrul Franței. În 2009 avea o populație de 1.368 de locuitori.

## Evoluția populației
| An        | 1975  | 1982  | 1990  | 1999  | 2006  | 2009  |
| --------- | ----- | ----- | ----- | ----- | ----- | ----- |
| Populație | 1.665 | 1.732 | 1.536 | 1.371 | 1.376 | 1.368 |